# Parafia św. Jadwigi Śląskiej w Kłobuczynie
Parafia Świętej Jadwigi Śląskiej w Kłobuczynie – parafia rzymskokatolicka, znajdująca się w diecezji zielonogórsko-gorzowskiej, dekanacie Głogów – NMP Królowej Polski.